# 真のナポリピッツァ協会
真のナポリピッツァ協会（イタリア語: Associazione Verace Pizza Napoletana、通称:AVPN）は、イタリア政府公認の非営利団体。ナポリに本部を置き、商標の保護や伝統的なナポリピッツァの材料や製造方法、職人の技法を護るために活動している。国際的な認定基準となる「真のナポリピッツァ作り手順国際ガイドライン」を策定し、伝統的なナポリピッツァを提供するピッツェリアの認定を行い、全世界共通の一意番号で管理を行っている。
AVPNの認定を受けた店は、認定順の世界共通の通し番号が授与され、ナポリの伝統的な道化師「プルチネッラ」がピッツァを焼いているデザインのマークとロゴの使用を許可される。

## 沿革
1984年6月にナポリでピッツァ職人たちが発起人となって設立される。
2004年5月にイタリア政府からの公認を受け、STG（伝統的特産品保護、Specialità tradizionale garantita（定められた通りに作られていれば、作成場所を問わない原産地名称保護制度の1種）認定を受けた。
2006年9月12日に真のナポリピッツァ協会日本が設立された。